# Movimientos Unidos de la Resistencia

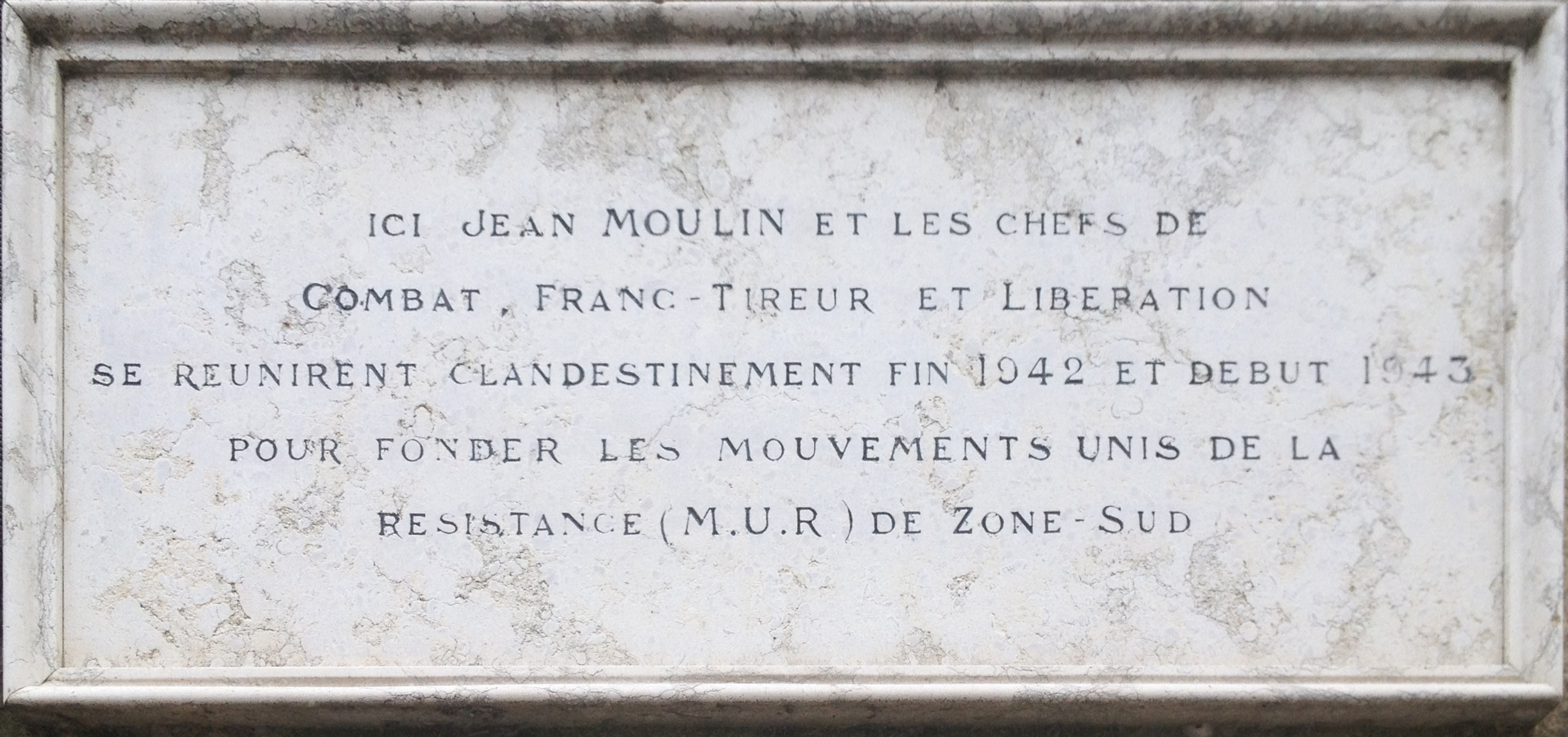
En esta imagen se ve la placa de la creación del MUR sobre la casa de Henri Deschamps en Miribel.

Los Movimientos Unidos de la Resistencia o MUR (de sus siglas en francés Mouvements unis de la Résistance) es el agrupamiento en enero de 1943 de los tres grandes movimientos de la Resistencia que actuaban en la zona Sur de Francia durante la ocupación nazi de este país durante la Segunda Guerra Mundial (Combat, Franc-Tireur y Libération-Sud), lo que implica también la unificación de las organizaciones militares de esos movimientos en el seno del Ejército Secreto. Jean Moulin será el presidente del Comité director.
Los MUR se convirtieron en un actor político y militar de primer orden. La unificación de estos movimientos permitió la creación de la Armée secrète, una fuerza armada clandestina que aglutinó a los combatientes de los diferentes grupos. Esta estructura militarizada, junto con la coordinación de acciones políticas y de sabotaje, hizo de los MUR una fuerza a tener en cuenta para los ocupantes alemanes.